# Hartwall Arena
Hartwall Arena er en arena i bydelen Tukholma i Helsinki. Den blev indviet d. 19. april 1997.
Hartwall Arena er Finlands nationalarena. Der afholdes et stort antal idræts- og musikarrangementer i arenaen. 
Finalen i Eurovision Song Contest 2007 blev afholdt i Hartwall Arena.